# Roy Del Ruth
Roy Del Ruth est un réalisateur, scénariste et producteur américain né le 18 octobre 1893 dans le Delaware (États-Unis), mort le 27 avril 1961 à Sherman Oaks (Californie).

## Biographie
Il amorce sa longue carrière à Hollywood en 1915, comme scénariste des films de Mack Sennett, alors que, la même année et dans les mêmes studios, son frère cadet, Hampton Del Ruth, est assistant de production.
Les deux frères passent à la réalisation au début des années 1920. Roy de Ruth signe d'abord une série de courts métrages, dont plusieurs mettent en vedette Glen Cavender ou Billy Bevan.
Ses premiers longs métrages sont réalisés en 1925. L'un de ses premiers films parlants est le film musical Le Chant du désert (The Desert Song, 1929), qui est également le premier film en couleurs produit par Warner Bros. Pour ces mêmes studios, Roy Del Ruth réalise en 1931 deux films policiers : Blonde Crazy, avec James Cagney et Joan Blondell, et Le Faucon maltais (The Maltese Falcon), la première adaptation du roman éponyme de Dashiell Hammett, avec Ricardo Cortez dans le rôle de Sam Spade.
Les années 1930 constituent la période faste de sa carrière où il dirige tous les grands acteurs d'Hollywood dans plus d'une trentaine de films, dont Taxi! (1932), de nouveau avec James Cagney, Bureau des personnes disparues (Bureau of Missing Persons), 1933, avec Bette Davis, Entrée des employés (Employees' Entrance, 1933), avec Warren William, Le Retour de Bulldogs Drummond (Bulldogs Drummond Strikes Back, 1934), avec Ronald Colman, Folies-Bergère (Folies Bergère de Paris, 1935), avec Maurice Chevalier, et Sur l'avenue (On the Avenue), 1937), avec Dick Powell.
Son dernier film important, Le Fantôme de la rue Morgue (Phantom of the Rue Morgue), est une adaptation de la nouvelle policière Double assassinat dans la rue Morgue (The Murders in the Rue Morgue) de l'écrivain américain Edgar Allan Poe.
Il fut marié à l'actrice Winnie Lightner de 1934 jusqu'à sa mort. Le couple aura un fils unique, Thomas Del Ruth (en) (né en 1942), qui devint chef opérateur.

## Filmographie

### Comme réalisateur
- 1920 : A Lightweight Lover
- 1920 : Through the Keyhole
- 1920 : Chase Me
- 1920 : His Noisy Still (it)
- 1920 : The Heart Snatcher
- 1921 : Hard Knocks and Love Taps
- 1921 : Love and Doughnuts
- 1921 : Be Reasonable
- 1921 : By Heck
- 1921 : Bright Eyes
- 1922 : The Duck Hunter
- 1922 : Gymnasium Jim
- 1922 : Ma and Pa
- 1922 : When Summer Comes
- 1923 : Nip and Tuck
- 1923 : Skylarking
- 1923 : Asleep at the Switch
- 1923 : Flip Flops
- 1924 : Smile Please (it)
- 1924 : Shanghaied Lovers (en)
- 1924 : The Hollywood Kid
- 1924 : The Cat's Meow (en)
- 1924 : His New Mamma (it)
- 1924 : A Deep Sea Panic
- 1924 : The Masked Marvel (en)
- 1925 : Head Over Heels
- 1925 : Eve's Lover
- 1925 : Hogan's Alley (en)
- 1925 : Three Weeks in Paris (en)
- 1926 : Souvent est pris (The Man Upstairs)
- 1926 : The Little Irish Girl (en)
- 1926 : Une riche veuve (Footloose Widows)
- 1926 : Marquita l'espionne (Across the Pacific)
- 1927 : Wolf's Clothing (en)
- 1927 : The First Auto
- 1927 : Coquin de briquet (If I Were Single)
- 1927 : Ham and Eggs at the Front (en)
- 1928 : Powder My Back (en)
- 1928 : Five and Ten Cent Annie
- 1928 : The Terror
- 1928 : Beware of Bachelors (en)
- 1928 : Conquest
- 1929 : Le Chant du désert (The Desert Song)
- 1929 : The Hottentot (en)
- 1929 : Gold Diggers of Broadway
- 1929 : The Aviator
- 1930 : Hold Everything
- 1930 : The Second Floor Mystery (en)
- 1930 : Agent Z 1 (en) (Three Faces East)
- 1930 : Charivari (The Life of the Party)
- 1930 : Divorce Among Friends (en)
- 1931 : Mon passé (My Past)
- 1931 : Le Faucon maltais (The Maltese Falcon)
- 1931 : Side Show
- 1931 : Blonde Crazy
- 1932 : Taxi!
- 1932 : Beauty and the Boss (en)
- 1932 : Tout au vainqueur (Winner Take All)
- 1932 : Blessed Event (en)
- 1933 : Entrée des employés (Employees' Entrance)
- 1933 : The Mind Reader
- 1933 : The Little Giant (en)
- 1933 : Capturé (Captured!)
- 1933 : Bureau des personnes disparues (Bureau of Missing Persons)
- 1933 : Le Tombeur (Lady Killer)
- 1934 : L'Homme de quarante ans (Upperworld)
- 1934 : Le Retour de Bulldog Drummond (Bulldog Drummond Strikes Back)
- 1934 : Kid Millions
- 1935 : La Naissance d'une étoile (Broadway Melody of 1936)
- 1935 : Votez pour moi (Thanks a Million)
- 1935 : Folies Bergère (version française, coréalisée par Marcel Achard, de Folies Bergère de Paris, 1935)
- 1936 : C'était inévitable (It Had to Happen)
- 1936 : Une certaine jeune fille (Private Number)
- 1936 : L'amiral mène la danse (Born to Dance)
- 1937 : Sur l'avenue (On the Avenue)
- 1937 : Le Règne de la joie (Broadway Melody of 1938)
- 1938 : L'Escale du bonheur (en) (Happy Landing)
- 1938 : Le Mannequin du collège (en) (My Lucky Star)
- 1939 : Descente en vrille (Tail Spin)
- 1939 : Frou-frou de Broadway (The Star Maker)
- 1939 : Le Père prodigue (Here I Am a Stranger)
- 1940 : Il épouse sa femme (en) (He Married His Wife)
- 1941 : Le Retour de Topper (Topper Returns)
- 1941 : The Chocolate Soldier
- 1942 : Maisie Gets Her Man (en)
- 1942 : Ma femme est un ange (I Married an Angel)
- 1942 : Panama Hattie (séquences additionnelles)
- 1943 : La Du Barry était une dame (Du Barry Was a Lady)
- 1944 : Broadway qui chante (Broadway Rhythm)
- 1944 : Barbary Coast Gent (en)
- 1945 : Ziegfeld Follies
- 1947 : C'est arrivé dans la Cinquième Avenue (It Happened on 5th Avenue)
- 1948 : L'Homme le plus aimé (The Babe Ruth Story)
- 1949 : Feu rouge (Red Light)
- 1949 : Always Leave Them Laughing (en)
- 1950 : Les Cadets de West Point (The West Point Story)
- 1951 : Le Bal du printemps (On Moonlight Bay)
- 1951 : La Ronde des étoiles (Starlift)
- 1952 : About Face
- 1952 : Le Bal des mauvais garçons (Stop, You're Killing Me)
- 1953 : Trois Marins et une fille (Three Sailors and a Girl)
- 1954 : Le Fantôme de la rue Morgue (Phantom of the Rue Morgue)
- 1957 : Richard Diamond, Private Detective (série TV)
- 1959 : The Alligator People (en)
- 1960 : Why Must I Die?

### comme scénariste
- 1949 : Feu rouge (Red Light)
- 1916 : She Loved a Sailor de Victor Heerman
- 1929 : The Constabule de Mack Sennett

### comme producteur
- 1932 : Tout au vainqueur (Winner Take All)
- 1947 : C'est arrivé dans la Cinquième Avenue (It Happened on 5th Avenue)
- 1948 : L'Homme le plus aimé (The Babe Ruth Story)